# Hitster
Hitster is een gezelschaps- en kennisspel dat in 2022 werd ontwikkeld door Marcus Carleson en uitgegeven door de Koninklijke Jumbo. Bij het spel moeten de deelnemers muzieknummers in de juiste chronologische volgorde zetten. Het spel maakt gebruik van de muziekstreamingdienst Spotify. De te raden nummers worden via QR-codes door een mobiele telefoon gescand en door Spotify afgespeeld.
Anno 2025 is Hitster een van de populairste gezelschapsspellen in Nederland. Tot en met december 2024 waren er in Nederland en België honderdduizenden examplaren van het spel verkocht.

## Inhoud spel en benodigdheden
Er wordt gespeeld met speelkaarten waarop aan de bovenkant QR-codes staan afgebeeld. Aan de onderkant (voor de spelers onzichtbare kant) van het kaartje staat de artiest, nummer en jaartal van uitgave vermeld.
Voor het spel is een speciale mobiele applicatie ontwikkeld, de Hitster-app. De QR-code van het speelkaartje kan met de Hitster-app worden gescand. De Hitster-app staat in verbinding met Spotify, waarop het nummer wordt afgespeeld.
Het materiaal van het originele spel bestaat uit 308 muziekkaarten, 37 Hitster-tokens en de Hitster-app om de muziek af te spelen. Omdat de nummers via Spotify worden afgespeeld, is een internetverbinding vereist.

## Spelverloop
Aan het begin van een spelronde wordt een DJ gekozen die de te raden muzieknummers draait en die ook als speler aan het spel zelf kan deelnemen. De DJ moet over een apparaat beschikken waarmee hij de QR-codes op de kaarten kan scannen en de nummers op Spotify kan afspelen. De spelers spelen individueel of in teams. Elke speler of elk team start met één muziekkaart in hun tijdlijn, die zo wordt neergelegd dat het jaartal, de artiest en de titel zichtbaar zijn. Bovendien ontvangt elke speler twee Hitster-tokens. De DJ pakt de stapel met overgebleven nummers en legt deze voor zich neer met de QR-code naar boven.
Het spel verloop met de klok mee, beginnend bij de speler links van de DJ. De actieve speler ontvangt een kaart uit de stapel en de DJ scant het nummer en speelt het af. De speler raadt of het nummer ouder of nieuwer is dan het nummer dat al in zijn tijdlijn staat en legt de kaart dienovereenkomstig links (ouder) of rechts (nieuwer) daarvan. Hij mag, maar hoeft niet, ook raden hoe de titel heet en van welke artiesten deze afkomstig is. Vervolgens wordt de kaart omgedraaid om te controleren of de speler het juiste antwoord heeft gegeven. Als het goed is, mag hij de kaart houden en laten liggen in zijn tijdlijn. Als hij ook de juiste artiest en het juiste nummer noemt, krijgt hij bovendien een extra Hitster-token.
De Hitster-tokens kunnen op verschillende manieren ingezet worden:
- Als een speler het niet zeker weet in zijn eigen beurt, kan hij een token gebruiken om een ander liedje te laten afspelen.
- Hij kan ook tijdens de beurt van een andere speler een token gebruiken als hij denkt dat een zojuist gespeelde muziekkaart van een tegenstander verkeerd is neergelegd. Hij moet dan het token neerleggen op de juiste plek in de tijdlijn van zijn tegenstander. Als hij het goed heeft, dan ontvangt hij de kaart en mag hij deze opnemen in zijn eigen tijdlijn.
- Als derde optie kan een speler drie Hitster-token inruilen voor een muziekkaart zonder dat deze hoeft te worden geraden.

Het spel is afgelopen wanneer een speler tien kaarten in een juiste rij voor zich heeft liggen. Deze speler wint het spel.

## Ontwikkeling en publicatie
Het spel Hitster werd oorspronkelijk ontwikkeld als een print-and-play-spel door een team onder leiding van Marcus Carleson en door hem in 2020 uitgebracht na een crowd funding-actie. Vervolgens werd het opgepikt door de Koninklijke Jumbo, die in 2021 een eerste Engelstalige versie van het spel op de markt bracht. In 2022 werd het ook uitgebracht in het Duits, Spaans, Frans en Nederlands. Het spel brak definitief door in 2023 dankzij de bekende spellenbeurs in Essen (Spiel Essen), waar Hitster veel aandacht trok.

### Uitbreidingen en spin-offs
Omdat het spel goed aansloeg ontwikkelt Jumbo ook nieuwe versies van het spel en uitbreidingen. In 2023 werd Hitster: Schlagerparty in Duitsland uitgebracht en in Nederland werd Hitster: Guilty Pleasures  uitgebracht. Ook in 2023 bracht Jumbo Hitster: Förläng Festen uit in Scandinavië, een versie met internationale en Scandinavische nummer.
In het voorjaar van 2024 volgden Hitster: Summer Party, een andere versie met zomerse hits en de Duitse versie van Hitster: Guilty Pleasures in Duitsland. In Frankrijk verscheen in 2024 Hitster: 100% Franco, een versie die zich volledig richt op Franstalige titels. In de herfst van dat jaar volgde Hitster Bingo, een variant waarbij het spel als bingoversie gespeeld kan worden. 
In 2025 werden in Duitsland de Movies & TV Soundtracks Expansion Pack en de Bayern 1 uitbreidingsset uitgebracht, elk met 150 kaarten. Hitster Rock werd in Zweden uitgebracht, evenals een speciale versie van het spel voor Zwitserland met Zwitserse hits.

### Namaak
Het spel wordt ook nagemaakt. In Nederland probeert Jora Games met een eigen versie van Hitster een graantje mee te pikken van het succes van Jumbo.